# Deorro
Erick Orrosquieta (Los Ángeles, California; 30 de agosto de 1991), conocido por su nombre artístico Deorro, es un DJ, remezclador y productor mexicoestadounidense de los géneros regueton, trap latino y drill. Ha sido considerado una sensación en SoundCloud y agotó las entradas en dos eventos internacionales en Australia cuando era conocido como TON!C.

## Inicios
Nació en 1991, hijo de padres mexicanos[cita requerida]. De niño se trasladó con sus padres a Estados Unidos [cita requerida], donde se crio y empezó a interesarse en distintos géneros de música electrónica [cita requerida]. A los 14 años de edad comenzó su carrera como DJ [cita requerida] realizando presentaciones en pequeños cumpleaños en casas, y a los 17 años, comenzó a desarrollar su propio estilo de producción. [cita requerida]

## Carrera
Teniendo su estilo único de conjugación progresiva y electro - dutch, su música se ha extendido rápidamente por Todo el mundo, y cuenta con más de 1 millón de descargas en la web.
En 2011, Deorro alcanzó más de 30.000 seguidores y tenía más de 2,5 millones de reproducciones en Soundcloud. Deorro También ha estado en los gráficos diarios Top de la página web Soundcloud en numerosas ocasiones. 
A finales de 2011, Deorro lanzó uno de sus Temas más populares "Big Fat" por la productora BIP Récords que ampliaron su popularidad a nivel mundial. Uno de sus más grandes logros, fue estar dentro del Beatport Top 20 Electro House. Deorro ganó el apoyo de grandes productores como Avicii, Tiësto, Kaskade, Porter Robinson, Bingo Players, Afrojack, Chuckie, Sidney Samson, Steve Aoki, Dillon Francis, DJ Snake, Alvin Risk, Cazzette y muchos más. En 2012, Deorro fue invitado en una gira por los Estados Unidos con lo cual fue ganando fanes. 
Deorro También estuvo presente en una gira por Australia, presentándose en conciertos en Melbourne y Sídney. A Deorro se le dio la oportunidad de cerrar en el escenario principal en el Good Life Festival 2012 en Melbourne, Australia justo después de Skrillex y Steve Angello, evento que se celebró ante más de 30.000 personas. 
Actualmente Deorro está a cargo de un proyecto musical que se llama Panda Funk en el cual tiene colaboraciones con más productores como Zoo Funktion y otros grandes del mundo de la música electrónica.
Hablando un poco de su vida personal, tiene 2 hijos.
Ejecuta sonidos graves, dándole un mejor ritmo a sus temas. Entre sus géneros se encuentran el: Electro House, Progressive house, y el Dutch house.
En el 2014 entró por primera vez en el top 100 de mejores djs de la revista DJmag consiguiendo obtener el puesto número 19.

## Pausa en su carrera como DJ
Deorro ha indicado que quiere dedicarse por completo a la producción en estudio, dejando de lado los tours en vivo por lo que el 17 de mayo de 2014, Deorro publicó un tweet en el que dice: "I just want you to know that I'm actually going to quit djing." (Solo quiero que sepan que de hecho me retiraré como DJ). El motivo principal, según diversas páginas web, porque "le quita mucho tiempo para estar con su familia, y porque quiere dedicarse por completo a la producción de música nueva". Hasta enero de 2015 dejará temporalmente de pinchar como solista.

## Continuación de su carrera y producciones posteriores
Después de la pausa en su carrera, Deorro ha continuado produciendo música electrónica. En su cuenta de Youtube (DeorroTV) encontramos varios videos en los cuales recorre las ciudades de sus tour y nos cuenta como está haciendo nuevas canciones que salieron en 2015. Destacando colaboraciones con Steve Aoki, Will Sparks, Zoofunktion entre otros.

## Ranking DJ Mag
| DJ     | 2014 | 2015 | 2016 | 2017 | 2018 | 2019 | 2023 |
| ------ | ---- | ---- | ---- | ---- | ---- | ---- | ---- |
| Deorro | 19°  | 28°  | 53°  | 147° | 89°  | 65°  | 76°  |

## Discografía

### EP
- 2012: "Can You Hear Me" (EP)
- 2012: "Me" (EP)
- 2012: "Rock The Party" (EP)
- 2012: "Elevation" (EP)
- 2012: "Play" - "Crank It Up" (con D.O.D) (EP)
- 2014: "Boombox" (EP)
- 2015: "No More Promises" (EP)
- 2023: "Reflect" (EP)

### Álbumes
- 2017: Good Evening [Ultra Music]
- 2022: Orro[4] [Ultra Music]

### Sencillos
- 2012: "For President" (Free Download)
- 2012: "Bounce" (Track De EP de "Mixmash" VA) (Mixmash Records)
- 2012: "Get Up" (RockTheHouze)
- 2012: "Black" (con Duvoh)
- 2012: "Humanize" (como TON!C)
- 2012: "Can You Hear Me" (con DyE & J-Trick) (Club Cartel Records)
- 2012: "Booty Bounce" (con J-Trick & Treyy G) (Club Cartel Records)
- 2012: "Me" (como TON!C) (Shabang Records)
- 2013: "The Disco Donnie" (Free Download)
- 2013: "Stronger" (Elevation EP) (Dim Mak Records)
- 2013: "Red Lips" (feat. Pasha) (Elevation EP) (Dim Mak Records)
- 2013: "Cayendo" (feat. Tess Marie) (Elevation EP) (Dim Mak Records)
- 2013: "Elevated" (feat. Erick Gold) (Elevation EP) (Dim Mak Records)
- 2013: "Hype" (con ZooFunktion) (Elevation EP) (Dim Mak Records)
- 2013: "Let Me Love You" (Mixmash Records)
- 2013: "Hands Up" (Free Download)
- 2013: "Play" (con D.O.D.) (Play EP) (Dim Mak Records)
- 2013: "Crank It Up" (Play EP) (Dim Mak Records)
- 2013: "Queef" (con Joel Fletcher) (Onelove)
- 2013: "Yee" (Revealed Recordings)  (Canción incluida en Revealed Volume 4.[5] de Hardwell)
- 2013: "Lose It" (Ultra Records)
- 2013: "Bootie In Your Face" (Ultra Records/Sony Music)
- 2013: "Dechorro" (Dim Mak Records)
- 2013: "Rock The Party" (Peak Hour Music)
- 2013: "Supa Hot Fiya" (con Tommie Sunshine) (Free Download)
- 2014: "Unspoiled Perfection" (con Madeleine Jayne) (Cr2 Records)
- 2014: "Five Hours" (LE7ELS/Warner Music)
- 2014: "Flashlight" (con R3hab) (Spinnin Records)
- 2014: "Freak" (con Steve Aoki & Diplo feat. Steve Bays) (Mad Decent)
- 2014: "All I Need Is Your Love" (Dim Mak Records)
- 2014: "If Only" (con Duvoh)
- 2014: "Rambo" (con J-Trick) (Revealed Recordings) (Canción incluida en Revealed Volume 5 )
- 2014: "Perdóname" (con DyCy & Adrián Delgado) (Ultra Records)
- 2014: "Stopping Us" (Boombox EP) (Ultra Records)
- 2014: "Hit It" (con D!rty Aud!o feat. iE-z) (Boombox EP) (Ultra Records)
- 2014: "Five Hours (Don't Hold Me Back)" (Ultra Records)
- 2014: "READY" (con MAKJ) (Free Download)
- 2014: "Rave Century" (Con GLOWINTHEDARK) (Dim Mak Records)
- 2015: "Five More Hours" (con Chris Brown) (Ultra Records/Sony Music)
- 2015: "Haters" (con Will Sparks feat. I-EZ) (No More Promises EP) (Ultra Records)
- 2015: "The Way You Move" (con Zoofunktion) (No More Promises EP) (Ultra Records)
- 2015: "Without Love" (con D!rty Aud!o feat. Miss Palmer) (No More Promises EP) (Ultra Records)
- 2015: "Hustlin" (Panda Funk)
- 2015: "Ante Up" (con MAKJ) (Panda Funk)
- 2015: "I Can Be Somebody (feat. Erin McCarley) (Ultra Records/Sony Music/Atlantic)
- 2016: "When the Funk Drops" (con Uberjak'd feat. Far East Movement) (Ultra Records/Universal Music)
- 2016: "Bailar" (feat. Elvis Crespo) (Ultra Records/Sony Music)
- 2016: "Tick Tock" (con Riggi & Piros) (Free Download)
- 2016: "Be Yourself" (con Steve Aoki) (Dim Mak Records/Panda Funk)
- 2016: "Move On" (con MT Brudduh) (Panda Funk/Universal Music)
- 2016: "Butt Naked" (Ultra Records)
- 2016: "Goin Up" (feat. DyCy) (Ultra Records)
- 2017: "Tell Me Lies" (feat. Lesley Roy) (Ultra Records)
- 2017: "Rise and Shine" (Ultra Records)
- 2017: "Feeling Pretty Good" (Ultra Records)
- 2017: "Burn Out" (Panda Funk/Universal Music)
- 2017: "Andele" (Ultra Records)
- 2018: "Existence" (Ultra Records)
- 2018: "Offspring" (Dim Mak Records)
- 2018: "Sonar" (Con SCNDL) (Panda Funk)
- 2018: "Shakalaka" (con Steve Aoki, MAKJ & Max Styler) (Ultra Records)
- 2018: "Dracarys" (con D!rty Aud!o) (Monstercat)
- 2018: "Knockout" (con MAKJ & Quintino) (Spinnin Records)
- 2018: "TITAN" (con D3FAI) (Dim Mak Records)
- 2018: "DFTF" (con Vikstrom) (Smash The House)
- 2018: "Bring It Back" (con MAKJ & Max Styler) (Spinnin Records)
- 2018: "Focus" (feat. Lena León) (Ultra Records)
- 2018: "Muñequita Linda" (con Juan Magan & MAKJ feat. YFN Lucci) (Universal Music)
- 2019: "Wild Like The Wild" (Ultra Records)
- 2019: "Pica" (con Henry Fong & Elvis Crespo) (Ultra Records)
- 2019: "Keep It Goin" (con Danny Ávila) (Ultra Records)
- 2019: "Obvious" (Ultra Records)
- 2019: "All This Time" (Ultra Records)
- 2019: "Retumba" (con MAKJ) (Ultra Records)
- 2019: "Shake That Bottle" (con Hektor Mass) (Ultra Records)
- 2019: "Left Right" (con Hardwell & MAKJ feat. Fatman Scoop) (Revealed Recordings)
- 2019: "Se te olvidó" (con Ana Mena) (Sony Music Latin)
- 2020: "I Like This F'n Song" (con Krunk!) (Panda Funk)
- 2020: "Amanecer" (Ultra Records)
- 2020: "Cuando" (con Los Dutis) (Ultra Records)
- 2020: "Beso" (Ultra Records)
- 2021: "Me Siento Bien" (con KURA feat. Alex Rose) (Ultra Records)
- 2021: "Si Tú No Estás Aquí" (feat. Lua) (Ultra Records)
- 2021: "Ponte Pa' Mi" (feat. Jon Z) (Ultra Records)
- 2021: "Napoleana" (con Elvis Crespo & IAmChino) (Ultra Records)
- 2021: "Rumba" (feat. Jeon) (Ultra Records)
- 2021: "Adios" (con Andrez Babii) (Panda Funk/Universal Music)
- 2021: "Se Vuelve Loca" (con Gente de Zona) (Ultra Records)
- 2022: "Savage" (con Tiësto) (Musical Freedom)
- 2022: "Yo Las Pongo" (con Los Tucanes de Tijuana & Maffio) (Ultra Records)
- 2022: "La Cita" (feat. Ally Brooke) (Ultra Records)
- 2022: "Help Me" (con NIIKO X SWAE feat. Kiiara) (Reflect EP) (Ultra Records)
- 2022: "Nobody Like You" (feat. Lost Boy) (Reflect EP) (Ultra Records)
- 2023: "Mirrors" (Reflect EP) (Ultra Records)
- 2023: "You Are Not Alone" (feat. Dear Sara) (Reflect EP) (Ultra Records)
- 2023: "¡MAS CRAZY!" (con Valentino Khan) (Ultra Records)
- 2023: "Hija De Su" (con ETC!ETC!) (Panda Funk)
- 2023: "Oye" (con Poncho De Nigris) (Ultra Records)
- 2023: "Patron" (con Ookay) (Smash The House)
- 2023: "Bambole" (con Vikina) (Mr.305 Inc/Panda Funk)
- 2023: "Cascabel" (con Stafford Brothers & G4BBA feat. Alé Kumá) (Spinnin' Records)
- 2023: "Hands Up" (con Dave Mak & Scheffwell) (Dim Mak Records)
- 2023: "Camaron Pelao" (feat. Voces Del Rancho) (Panda Funk)
- 2023: "Front To Back" (con Electric Polar Bears) (Smash The House)
- 2024: "Pasame La Botella" (con IAmChino, Pitbull & Mariah Angeliq) (Mr.305 Inc)
- 2024: "Tussi LVD" (con Clave N) (Sony Music Latin)
- 2024: "Without Your Love" (con TELYKAST & Catello) (Armada Music)
- 2024: "PPP" (con El Padrinito Toys & Skrapy) (Grand Records/Interscope Records)
- 2024: "RBS" (con El Padrinito Toys & Kevin AMF) (Grand Records/Interscope Records)
- 2024: "Me Caes Muy Bien" (Orro Music)
- 2024: "Derecha La Flecha" (con Luis R Conriquez & Tony Aguirre) (Kartel Music)
- 2024: "Como La Flor" (con Play-N-Skillz & Natti Natasha) (Mr.305 Inc)
- 2024: "Gózalo" (con R3hab) (SIGNATUNE/CYB3RPVNK)
- 2024: "PINK" (con Oscar Ortiz & 8onthebeat) (Ocho Sounds)
- 2024: "En El Audi" (con Grupo Marca Registrada) (Double P Records)
- 2024: "Querido Santa Claus" (Double P Records)
- 2025: "2 Da Floor" (con Riot Ten feat. J.Cruze) (Monstercat/Double P Records)
- 2025: "Ushuaia" (con Alex Favela) (Double P Records)
- 2025: "Ushuaia" (con Jasiel Nuñez) (Double P Records)
- 2025: "La Bandera" (con Santa Fe Klan) (Double P Records)

### Remixes
- 2012: Autor desconocido – "Jingle Bells" (con DJ BL3ND) (como TON!C)
- 2012: Freakhouse – "Everybody Just Scream"
- 2012: Cratesz – "ShotGun"
- 2012: MNDR – "Faster Horses"
- 2012: Ryan Riback & LowKiss – "Work Money Party Bitches" (con Joel Fletcher)
- 2012: Duvoh feat. Tess Marie – "Come Over"
- 2012: Chuckie & Junxterjack – "Make Some Noise"
- 2013: Dirt Cheap – "Turn That Thing Down"
- 2013: Steve Aoki feat. Polina – "Come With Me" (Deadmeat)"
- 2013: Laidback Luke feat. Majestic – "Pogo"
- 2013: Steve Aoki feat. Rob Roy – "Ooh"
- 2013: Clockwork feat. Wynter Gordon – "Surge"
- 2013: Kaptn – "Ricky Ricardo"
- 2013: Orkestrated, Fries & Shine feat. Big Nab – "Melbourne Bounce"
- 2013: Felix Cartal feat. Ofelia – "New Scene"
- 2014: Sick Individuals & Axwell feat. Taylr Renee – "I AM"
- 2014: Gareth Emery & Krewella – "Lights & Thunder"
- 2014: Cazzette – "Run For Cover"
- 2016: MORTEN - "Beautiful Heartbeat
- 2017: Yair Martinez feat. El  Candela –  "Latinos"
- 2017: Vice feat. Jon Bellion - "Obssesion"
- 2020: Armin van Buuren feat. Sam Martin - "Wild Wild Son" (con Reece Low)
- 2020: Steve Aoki feat. AGNEZ MO & Desiigner - "GIRL" (con Dave Mak)
- 2022: IAmChino & Pitbull - "Discoteca"
- 2023: Marshmello & Farruko - "Esta Vida"
- 2023: Eslabón Armado & Peso Pluma - "Ella Baila Sola"
- 2023: Steve Aoki & Ángela Aguilar - "Invítame A Un Café" (con Steve Aoki)
- 2023: Call Of Duty: Mobile (Tencent Holdings) & Audiomachine - "Oath of Embrace"
- 2024: Thalía - "Te Va a Doler"
- 2025: Mike Posner - "Cooler Than Me"

### ID's
- 2014: Dimitri Vegas & Like Mike vs. Deorro - ID "Can You Feel It" (cancelado)
- 2016: ID "(Pussy)"
- 2016: Mi Banda El Mexicano - Mambo Lupita (Deorro Edit)
- 2019: Guaynaa - Rebota (Deorro Remix)
- 2019: Los Tucanes de Tijuana - La Chona (Deorro Edit)
- 2021: Good Times Ahead & Deorro - ID
- 2022: Deorro & Criminal Sounds - ID
- 2022: Deorro & Junkie Kid - Gozala
- 2022: Selena - Baila Esta Cumbia (Deorro Edit)
- 2022: Deorro & Steve Aoki - ID
- 2023: Deorro - Orgullo
- 2023: Deorro & Jessica Díaz - ID
- 2023: Deorro - Unearthly
- 2023: Deorro & JSTJR - Latino Danza (feat. Lenny Tavárez)
- 2023: Deorro - Amarte
- 2023: Deorro & Los Dutis - Epica
- 2024: Deorro & Afrojack - ID